# 整合酶抑制剂
整合酶抑制剂（亦作INSTIs），是一类抗逆转录病毒药物的统称。逆转录病毒在其生命周期内需要完成一次将病毒DNA整合进宿主细胞核的行动。整合酶抑制剂可以通过妨害这一过程来达到控制逆转录病毒的作用。整合酶抑制剂最初只用于治疗HIV感染，但现今已用于对付各式逆转录病毒。
随着整合酶抑制剂的发现和发展，美國食品藥品監督管理局在2007年10月12日批准了首个此类药物拉替拉韦（商品名Isentress）。2008年7月24日，新英格蘭醫學雜誌上发表的研究结果称，“拉替拉韦和优化背景疗法结合使用，至少在48周内，比单独使用优化背景疗法对病毒抑制效果更佳。”

## 注解
1. ↑  简称：Integrase inhibitors
2. ↑  已经由逆转录酶从病毒RNA转录得来
3. ↑  英文：raltegravir
4. ↑  原文：raltegravir plus optimized background therapy provided better viral suppression than optimized background therapy alone for at least 48 weeks.